# Oliver! (musical)
Oliver! é um musical britânico com libreto, letra e música de Lionel Bart, baseado no romance Oliver Twist, escrito por Charles Dickens.
O musical estreou em 1960 no West End Theatre, tendo uma produção longa e de muito sucesso na Broadway em 1963, além de várias renovações. Ele se transformou em um filme para cinema em 1968, dirigido por Carol Reed, que acabou vencendo seis Oscars.